# Nekrolog April 2015
Nekrolog
◄◄
| ◄
| 2011
| 2012
| 2013
| 2014
| 2015 | 2016 | 2017 | 2018 | 2019 | ► | ►►
Januar |
Februar |
März |
April |
Mai |
Juni |
Juli |
August |
September |
Oktober |
November |
Dezember 2015
Weitere Ereignisse | Allgemeiner Nekrolog 2015
Die Beschreibung der verstorbenen Person sollte so kurz wie möglich gehalten sein und nur deren signifikante Tätigkeit(en) enthalten.
Neue Namen ggf. auch unter dem Geburts- und Sterbedatum, also etwa unter 1. Januar und im Geburts- und Sterbejahr (2024) eintragen (nur bei entsprechender großer Wichtigkeit). Für Beispiele siehe die schon vorhandenen Artikel.
Außerdem über die fünf zuletzt Verstorbenen, zu denen es einen ausreichend guten Artikel für eine Präsentation auf der Hauptseite gibt, nach der todesbedingten Überarbeitung der Artikel ggf. auch unter Wikipedia Diskussion:Hauptseite informieren und sie am besten auch in den anderen Wikipedia-Sprachversionen eintragen. Tipp: Regelmäßig bei news.google.de nach „ist tot“, „gestorben“ oder „verstorben“ suchen.
Wenn eine Person gestorben ist, gibt es viele Seiten zu dieser Person in der Wikipedia, die davon auch betroffen sind und entsprechend aktualisiert werden müssen. Beispiele: Namenübersichtsseite, Geburtsjahr, Geburtsort-Seiten und viele mehr.
Wie finde ich die betroffenen Seiten?
Im Suchfeld auf der linken Seite gibt man den Suchbegriff so ein: „Vorname Nachname“. Dann klickt man auf Volltext und alle Seiten mit entsprechendem Suchtext werden aufgerufen. Hier sieht man dann schnell, wo auch das Todesjahr Sinn macht oder sogar ein Teil des Artikels angepasst werden muss. Auch hilft das „Werkzeug“ auf der linken Seite sehr gut, um solche Seiten aufzufinden: „Links auf diese Seite“. Somit ist die Wikipedia wieder aktuell in allen Bereichen! Hinweis: bei Eintragung der Kategorie „Gestorben JAHR“ wird der Missbrauchsfilter 49 ausgelöst, was jedoch nicht schlimm ist. Siehe: Spezial:Missbrauchsfilter/49
Dies ist eine Liste von im April 2015 verstorbenen bekannten Persönlichkeiten. Die Einträge erfolgen innerhalb der einzelnen Daten alphabetisch sortiert. Tiere sind im Nekrolog für Tiere zu finden.

## April
| Tag       | Name                              | Beruf, bekannt als                                                                   | Alter | Beleg  |
| --------- | --------------------------------- | ------------------------------------------------------------------------------------ | ----- | ------ |
| 30. April | Lennart Bodström                  | schwedischer Politiker                                                               | 87    |        |
| 30. April | André Daguet                      | Schweizer Politiker                                                                  | 67    |        |
| 30. April | Rudolf Erlemann                   | deutscher General                                                                    | 82    | [ 1 ]  |
| 30. April | Thomas Feitknecht                 | Schweizer Archivar                                                                   | 71    |        |
| 30. April | Dieter Hussing                    | deutscher Politiker                                                                  | 78    |        |
| 30. April | Hyon Yong-chol                    | nordkoreanischer Offizier und Politiker                                              | 66    |        |
| 30. April | Vladimir Ibler                    | jugoslawischer bzw. kroatischer Rechtswissenschaftler                                | 101   |        |
| 30. April | Ben E. King                       | US-amerikanischer R&B-Sänger                                                         | 76    |        |
| 30. April | Grégory Mertens                   | belgischer Fußballspieler                                                            | 24    |        |
| 30. April | Louis Nuñez                       | US-amerikanischer Verwaltungsbeamter und Bürgerrechtsaktivist                        | 87    |        |
| 30. April | Frank Olivo                       | US-amerikanischer Santa-Claus-Imitator                                               | 66    |        |
| 30. April | Patachou                          | französische Sängerin und Schauspielerin                                             | 96    |        |
| 30. April | William Pfaff                     | US-amerikanischer Journalist und Publizist                                           | 86    |        |
| 30. April | Thilo Götze Regenbogen            | deutscher Künstler, Kunsthistoriker, Kulturwissenschaftler und Autor                 | 66    |        |
| 30. April | Wolfgang Schuppli                 | deutscher Unternehmer                                                                | 92    |        |
| 30. April | Ronald Senator                    | britischer Komponist                                                                 | 89    |        |
| 30. April | Norman Sherman                    | US-amerikanisch-kanadischer Fagottist, Musikpädagoge und Komponist                   | 91    |        |
| 30. April | Nigel Terry                       | britischer Schauspieler                                                              | 69    |        |
| 29. April | Heinrich Bardong                  | deutscher Geistlicher, Domkapitular in Mainz                                         | 98    |        |
| 29. April | Ruth Bunkenburg                   | deutsche Schauspielerin, Schriftstellerin und Hörspielsprecherin                     | 92    |        |
| 29. April | Giovanni Canestri                 | italienischer Kardinal                                                               | 96    |        |
| 29. April | Marjory Gordon                    | US-amerikanische Pflegewissenschaftlerin                                             | 83    |        |
| 29. April | Paul Hudak                        | US-amerikanischer Informatiker und Hochschullehrer                                   | 62    |        |
| 29. April | Milap Chand Jain                  | indischer Jurist                                                                     | 85    |        |
| 29. April | Hans Rolf Maria Koller            | deutscher Maler                                                                      | 82    |        |
| 29. April | Heinz Leferenz                    | deutscher Psychiater und Kriminologe                                                 | 101   | [ 2 ]  |
| 29. April | Gary Liddell                      | schottischer Fußballspieler                                                          | 60    |        |
| 29. April | Virginijus Martišauskas           | litauischer Politiker                                                                | 68    |        |
| 29. April | Carola Matthiesen                 | deutsche Erzieherin, Bibliothekarin, Schriftstellerin und Lyrikerin                  | 89    |        |
| 29. April | François Michelin                 | französischer Unternehmer                                                            | 88    |        |
| 29. April | Wartan Militosjan                 | sowjetischer Gewichtheber                                                            | 64    |        |
| 29. April | Jean Nidetch                      | US-amerikanische Unternehmerin                                                       | 91    |        |
| 29. April | Calvin Peete                      | US-amerikanischer Golfer                                                             | 71    |        |
| 29. April | Barbara Reynolds                  | britische Romanistin und Biografin                                                   | 100   |        |
| 29. April | Walter Rüegg                      | Schweizer Soziologe                                                                  | 97    |        |
| 29. April | Rolf Seekamp                      | deutscher Fußballschiedsrichter                                                      | 93    |        |
| 29. April | Thomas R. Shepard Jr.             | US-amerikanischer Herausgeber                                                        | 96    |        |
| 29. April | Daniel Walker                     | US-amerikanischer Politiker                                                          | 92    |        |
| 28. April | Antônio Abujamra                  | brasilianischer Schauspieler und Theaterdirektor                                     | 82    |        |
| 28. April | Fernando Arias Cabello            | peruanischer Sänger und Komponist                                                    | 65    |        |
| 28. April | Marcia Brown                      | US-amerikanische Buchillustratorin                                                   | 96    |        |
| 28. April | Duri Camichel                     | Schweizer Eishockeyspieler                                                           | 32    |        |
| 28. April | Einar Thorsteinn                  | isländischer Architekt                                                               | 72    |        |
| 28. April | Jack Ely                          | US-amerikanischer Sänger und Gitarrist                                               | 71    |        |
| 28. April | René Féret                        | französischer Schauspieler und Regisseur                                             | 69    |        |
| 28. April | Lynn Grefe                        | US-amerikanische Ernährungswissenschaftlerin und Verbandsfunktionärin                | 65    |        |
| 28. April | Keith Harris                      | britischer Bauchredner                                                               | 67    |        |
| 28. April | Marianne Mathis                   | österreichische Journalistin und Diplomatin                                          | 59    |        |
| 28. April | Wilhelm Neuß                      | deutscher Politiker                                                                  | 82    |        |
| 28. April | Xu Guangxian                      | chinesischer Chemiker                                                                | 94    |        |
| 27. April | Daya Alwis                        | sri-lankischer Schauspieler                                                          | 72    |        |
| 27. April | Jay Appleton                      | britischer Geograph                                                                  | 95    |        |
| 27. April | Loutfy Boulos                     | ägyptischer Botaniker                                                                | 82    |        |
| 27. April | Suzanne Crough                    | US-amerikanische Schauspielerin                                                      | 52    |        |
| 27. April | Gene Fullmer                      | US-amerikanischer Boxer                                                              | 83    |        |
| 27. April | Verne Gagne                       | US-amerikanischer Wrestler                                                           | 89    |        |
| 27. April | Hans H. F. Henning                | deutscher Germanist und Literaturhistoriker                                          | 87    |        |
| 27. April | Luiz Kuerten                      | brasilianischer Politiker                                                            | 68    |        |
| 27. April | Guy LeBlanc                       | kanadischer Musiker                                                                  | 54    |        |
| 27. April | Andrew Lesnie                     | australischer Kameramann                                                             | 59    |        |
| 27. April | Harvey R. Miller                  | US-amerikanischer Jurist                                                             | 82    |        |
| 27. April | Justus Müller Hofstede            | deutscher Kunsthistoriker                                                            | 85    |        |
| 27. April | Marty Napoleon                    | US-amerikanischer Jazzpianist und Bandleader                                         | 93    |        |
| 27. April | Vivienne Newport                  | britische Tänzerin und Choreografin                                                  | 63    | [ 3 ]  |
| 27. April | Alexander Rich                    | US-amerikanischer Chemiker, Molekularbiologe und Biophysiker                         | 90    |        |
| 27. April | Vera Sebauer                      | österreichische Lektorin, Verlegerin und Herausgeberin                               | ≈61   |        |
| 27. April | Rolf Smedvig                      | US-amerikanischer Musiker                                                            | 62    |        |
| 27. April | Ettore Tenchio                    | Schweizer Politiker                                                                  | 99    |        |
| 27. April | John Wimpenny                     | britischer Luftfahrtingenieur                                                        | 92    |        |
| 26. April | Masudur Rahman Baidya             | indischer Schwimmer                                                                  | 46    |        |
| 26. April | Edward T. Chambers                | US-amerikanischer Aktivist                                                           | 85    |        |
| 26. April | Alfred Chircop                    | maltesischer Künstler                                                                | 82    |        |
| 26. April | Ariane Döser                      | deutsche Leichtathletin                                                              | 78    |        |
| 26. April | Maurice Fellous                   | französischer Kameramann                                                             | 89    |        |
| 26. April | Gerhard Günther                   | deutscher Politiker                                                                  | 59    |        |
| 26. April | Milan Herak                       | jugoslawischer bzw. kroatischer Paläontologe                                         | 98    |        |
| 26. April | Karl-Heinz Hering                 | deutscher Kunsthistoriker                                                            | 87    |        |
| 26. April | Karl Manner                       | österreichischer Sportschütze                                                        | 91    |        |
| 26. April | Jayne Meadows                     | US-amerikanische Schauspielerin                                                      | 95    |        |
| 26. April | Heribald Närger                   | deutscher Manager                                                                    | 91    |        |
| 26. April | Józef Paczyński                   | polnischer KZ-Überlebender                                                           | 95    |        |
| 26. April | Ruth Poe Weir                     | US-amerikanische Countrysängerin                                                     | 90    |        |
| 26. April | Marcel Pronovost                  | kanadischer Eishockeyspieler und -trainer                                            | 84    |        |
| 26. April | Karlheinz Richter                 | deutscher Mediziner und Hochschullehrer                                              | 86    |        |
| 26. April | Wolfgang Sauer                    | deutscher Sänger, Musiker und Rundfunkmoderator                                      | 87    |        |
| 26. April | Rudolf Valenta                    | tschechischer Bildhauer, Maler und Grafiker                                          | 85    |        |
| 26. April | John Virapen                      | Manager                                                                              | ?     |        |
| 26. April | Wang Guozhen                      | chinesischer Dichter                                                                 | 58    |        |
| 25. April | Karl-Otto Alberty                 | deutscher Schauspieler                                                               | 81    |        |
| 25. April | Arthur Brittenden                 | britischer Zeitungsherausgeber                                                       | 90    |        |
| 25. April | Juri Buzko                        | russischer Komponist                                                                 | 76    |        |
| 25. April | Edward Coke, 7. Earl of Leicester | britischer Peer und Politiker                                                        | 78    |        |
| 25. April | Jim Fanning                       | US-amerikanischer Baseballspieler und -manager                                       | 87    |        |
| 25. April | Apollinaire Gahungu               | burundischer Radiojournalist und Sportfunktionär                                     | ?     |        |
| 25. April | Jiří Hledík                       | tschechoslowakischer Fußballspieler                                                  | 86    |        |
| 25. April | Otakar Krámský                    | tschechischer Bergrennfahrer                                                         | 55    |        |
| 25. April | Matthias Kuhle                    | deutscher Geomorphologe und Hochschullehrer                                          | 67    |        |
| 25. April | Don Mankiewicz                    | US-amerikanischer Schriftsteller und Drehbuchautor                                   | 93    |        |
| 25. April | Siegfried Mattl                   | österreichischer Historiker                                                          | 61    |        |
| 25. April | Simon McKinley                    | irischer Rallyefahrer                                                                | 34    |        |
| 25. April | Eric Mtshatsha                    | südafrikanischer Fußballfunktionär                                                   | ?     |        |
| 25. April | Heinrich Ostrop                   | deutscher Politiker                                                                  | 90    |        |
| 25. April | Mike Phillips                     | US-amerikanischer Basketballspieler                                                  | 59    |        |
| 25. April | Dov Schmorak                      | israelischer Diplomat                                                                | 85    |        |
| 25. April | Alfred Schreyer                   | polnischer Musiker und Holocaust-Überlebender                                        | 92    |        |
| 25. April | Tom Taplin                        | US-amerikanischer Dokumentarfilmer und Bergsteiger                                   | 61    |        |
| 25. April | Werner Turck                      | deutscher Unternehmer und Mäzen                                                      | 82    |        |
| 25. April | Georg Weich                       | deutscher Politiker                                                                  | 94    |        |
| 25. April | Richard West                      | britischer Journalist                                                                | 84    |        |
| 24. April | Hans-Joachim Bamler               | deutscher Nachrichtendienstler und Spion                                             | 89    |        |
| 24. April | Władysław Bartoszewski            | polnischer Historiker, Publizist und Politiker                                       | 93    |        |
| 24. April | Stephen Berti                     | Schweizer Jurist                                                                     | 58    |        |
| 24. April | Colin Bloomfield                  | britischer Hörfunkmoderator                                                          | 33    |        |
| 24. April | Marc Claesen                      | belgischer Opernsänger                                                               | 46    |        |
| 24. April | Thomas Joseph Connolly            | US-amerikanischer Bischof                                                            | 92    |        |
| 24. April | Günter Drexelius                  | deutscher Verwaltungsjurist                                                          | 76    |        |
| 24. April | Andrew Dow                        | britischer Eisenbahnhistoriker                                                       | 71    |        |
| 24. April | Iny Driessen                      | belgische Schriftstellerin                                                           | 54    |        |
| 24. April | Gordon Graham                     | britischer Verleger                                                                  | 94    |        |
| 24. April | Hans Georg Heimel                 | deutscher Architekt                                                                  | 87    |        |
| 24. April | Horst Inderbieten                 | deutscher Maler                                                                      | 84    |        |
| 24. April | Dieter Kimpel                     | deutscher Kunsthistoriker                                                            | 73    |        |
| 24. April | Hans Krämer                       | deutscher Philosoph und Altphilologe                                                 | 85    |        |
| 24. April | Horst-Peter Kretschmer            | deutscher Eishockeyspieler                                                           | 59    |        |
| 24. April | Valentine Lamb                    | irischer Journalist und Herausgeber                                                  | 76    |        |
| 24. April | Albert de Lange                   | niederländischer Journalist und Kolumnist                                            | 57    |        |
| 24. April | Ewald Launspach                   | deutscher Politiker                                                                  | 83    |        |
| 24. April | Benjamin F. Logan                 | US-amerikanischer Elektroingenieur und Bluegrassmusiker                              | 87    |        |
| 24. April | Sabeen Mahmud                     | pakistanische Menschenrechtsaktivistin                                               | ?     |        |
| 24. April | Michael Mustill, Baron Mustill    | britischer Jurist und Politiker                                                      | 83    |        |
| 24. April | Herbert Ninaus                    | österreichisch-australischer Fußballspieler und -trainer                             | 78    |        |
| 24. April | Fred Rai                          | deutscher Westernsänger, Schauspieler und Reitlehrer                                 | 73    |        |
| 24. April | Raymond Roussin                   | kanadischer Bischof                                                                  | 75    |        |
| 24. April | Guy Soulié                        | französischer Astronom                                                               | 94    |        |
| 24. April | Ahmed Shafeeq                     | maledivischer Historiker, Schriftsteller und Politiker                               | 87    |        |
| 24. April | Gottlieb „Godi“ Stäuble           | Schweizer Fußballspieler                                                             | 85    |        |
| 24. April | Sid Tepper                        | US-amerikanischer Songwriter                                                         | 96    |        |
| 24. April | Pierre Weiss                      | Schweizer Politiker                                                                  | 63    |        |
| 23. April | Afzaal Ahmed                      | pakistanischer Cricketspieler und -schiedsrichter                                    | 66    |        |
| 23. April | Desmond Boal                      | britischer Politiker und Jurist                                                      | 86    |        |
| 23. April | Hans-Hinnerk Aldag                | deutscher Unternehmer und Politiker                                                  | 87    |        |
| 23. April | Augustin Boumah                   | gabunischer Politiker                                                                | 87    |        |
| 23. April | Philip Carter                     | britischer Geschäftsmann und Fußballfunktionär                                       | 87    |        |
| 23. April | Richard Corliss                   | US-amerikanischer Filmkritiker                                                       | 71    |        |
| 23. April | Alasdair Graham                   | kanadischer Politiker                                                                | 85    |        |
| 23. April | Gilbert Haroche                   | US-amerikanischer Unternehmer                                                        | 87    |        |
| 23. April | Johnny Kazian                     | US-amerikanischer Stuntman                                                           | 81    |        |
| 23. April | Hans Klecatsky                    | österreichischer Jurist und Politiker                                                | 94    |        |
| 23. April | Wolfgang Kraak                    | deutscher Akustiker                                                                  | 91    |        |
| 23. April | Pierre Claude Nolin               | kanadischer Politiker                                                                | 64    |        |
| 23. April | Kurt Leo Sourisseaux              | deutscher Sänger, Schauspieler und Regisseur                                         | 87    |        |
| 23. April | Sawyer Sweeten                    | US-amerikanischer Schauspieler                                                       | 19    |        |
| 23. April | Stuart Sherwin                    | britischer Schauspieler                                                              | 87    |        |
| 23. April | Francis Tsai                      | US-amerikanischer Comiczeichner                                                      | 48    |        |
| 23. April | Traugott Wulfhorst                | deutscher Jurist                                                                     | 87    |        |
| 22. April | Alois Bischof                     | Schweizer Journalist, Autor und Fotograf                                             | ≈64   |        |
| 22. April | Jurgen Damen                      | belgischer Rallyefahrer                                                              | 42    |        |
| 22. April | Eduard Friedrich                  | deutscher Turner, Trainer und Sportfunktionär                                        | 77    |        |
| 22. April | Gaby Glückselig                   | deutschamerikanische Goldschmiedin                                                   | 100   |        |
| 22. April | Lois Lilienstein                  | US-amerikanisch-kanadische Schauspielerin, Sängerin und Pianistin                    | 80    |        |
| 22. April | Bruce Martin                      | britischer Architekt                                                                 | 97    |        |
| 22. April | Şevket Müftügil                   | türkischer Jurist                                                                    | 97    |        |
| 22. April | Audree Norton                     | US-amerikanische Schauspielerin                                                      | 88    |        |
| 22. April | Bernard Penfold                   | britischer Heeresoffizier                                                            | 98    |        |
| 22. April | Helmut Schnelle                   | deutscher Linguist                                                                   | 83    |        |
| 22. April | Tero Turkki                       | finnischer Skispringer                                                               | 36    |        |
| 22. April | Ellen Turner                      | US-amerikanische Philanthropin                                                       | 87    |        |
| 22. April | Bunky deVecchis                   | US-amerikanischer Fotograf                                                           | 78    |        |
| 22. April | Gennadi Vengerov                  | russisch-deutscher Schauspieler                                                      | 55    |        |
| 22. April | Gerhard Wehr                      | deutscher Theologe, Esoterik-Forscher und Publizist                                  | 83    |        |
| 21. April | Abdel Rahman el-Abnudi            | ägyptischer Dichter                                                                  | 76    |        |
| 21. April | M. H. Abrams                      | US-amerikanischer Literaturwissenschaftler                                           | 102   |        |
| 21. April | Elisabeth Axmann                  | rumäniendeutsche Schriftstellerin                                                    | 88    |        |
| 21. April | Mykola Bahrow                     | sowjetischer und ukrainischer Geograph, Politiker und Universitätsrektor             | 77    |        |
| 21. April | Brian Bellenger                   | britischer Caddie                                                                    | 76    |        |
| 21. April | Steve Byrnes                      | US-amerikanischer Fernsehmoderator                                                   | 56    |        |
| 21. April | Mestre Camarão                    | brasilianischer Akkordeonist und Komponist                                           | 74    |        |
| 21. April | Bachtijor Chudoinasarow           | tadschikisch-russischer Filmregisseur                                                | 49    |        |
| 21. April | William A. Cobban                 | US-amerikanischer Paläontologe und Geologe                                           | 98    |        |
| 21. April | Riccardo Filippi                  | italienischer Radrennfahrer                                                          | 84    |        |
| 21. April | Mary Doyle Keefe                  | US-amerikanisches Model                                                              | 92    |        |
| 21. April | Betsy von Furstenberg             | US-amerikanische Schauspielerin                                                      | 83    |        |
| 21. April | Irene Goß                         | deutsche Sängerin und Politikerin (SPD)                                              | 86    |        |
| 21. April | Fritz Hackert                     | deutscher Literaturwissenschaftler und Germanist                                     | 80    |        |
| 21. April | Ferenc Konrád                     | ungarischer Wasserballer                                                             | 70    |        |
| 21. April | Benjamin Lax                      | US-amerikanischer Physiker                                                           | 99    |        |
| 21. April | Werner Leismann                   | deutscher Sänger                                                                     | 78    |        |
| 21. April | Wally Lester                      | US-amerikanischer Sänger                                                             | 73    |        |
| 21. April | Lois Lilienstein                  | kanadische Sängerin                                                                  | 78    |        |
| 21. April | Sergei Michaljow                  | russischer Eishockeytrainer                                                          | 67    |        |
| 21. April | John Moshoeu                      | südafrikanischer Fußballspieler                                                      | 49    |        |
| 21. April | Janaki Ballabh Patnaik            | indischer Politiker                                                                  | 88    |        |
| 21. April | Robert P. Patterson Jr.           | US-amerikanischer Jurist                                                             | 91    |        |
| 21. April | David Walker                      | englischer Fußballspieler                                                            | 73    |        |
| 21. April | Arnold Zimmermann                 | deutscher Politiker                                                                  | 92    |        |
| 20. April | Richard Anthony                   | französischer Sänger                                                                 | 77    | [ 4 ]  |
| 20. April | Doug Buffone                      | US-amerikanischer American-Football-Spieler                                          | 70    |        |
| 20. April | Franz Ebert                       | deutscher Politiker                                                                  | 74    |        |
| 20. April | Nikola Kallay                     | kroatischer Chemiker                                                                 | 72    |        |
| 20. April | Albert Kalonji                    | kongolesischer Politiker                                                             | 85    |        |
| 20. April | Ankrit Keshri                     | indischer Cricketspieler                                                             | 20    |        |
| 20. April | Aharon Lichtenstein               | israelischer Rabbi                                                                   | 81    |        |
| 20. April | Roy Mason                         | britischer Politiker                                                                 | 91    |        |
| 20. April | Frederic Morton                   | US-amerikanischer Schriftsteller                                                     | 90    |        |
| 20. April | Wolfgang Pfaundler                | österreichischer Volkskundler, Schriftsteller, Fotograf und Herausgeber              | 91    |        |
| 20. April | Bob St. Clair                     | US-amerikanischer American-Football-Spieler                                          | 84    |        |
| 20. April | Alfred Steinhart                  | deutscher Ingenieur und Hochschullehrer                                              | 91    |        |
| 20. April | Bernard Stollman                  | US-amerikanischer Musikproduzent                                                     | 85    |        |
| 20. April | Boruch Szlezinger                 | französischer Holocaust-Überlebender                                                 | 92    |        |
| 20. April | Seita Vuorela                     | finnische Kinderbuchautorin                                                          | 44    |        |
| 20. April | Axel Walzinger                    | deutscher Galerist                                                                   | 70    |        |
| 20. April | Jürgen Weitzel                    | deutscher Jurist                                                                     | 71    | [ 5 ]  |
| 20. April | Ibrahim Yusri                     | ägyptischer Schauspieler                                                             | 65    |        |
| 20. April | Werner Zimmer                     | deutscher Hörfunk- und Fernsehmoderator                                              | 78    |        |
| 19. April | Christopher Alan Bayly            | britischer Historiker                                                                | 69    |        |
| 19. April | Raymond Carr                      | britischer Historiker                                                                | 96    |        |
| 19. April | Uche Chukwumerije                 | nigerianischer Politiker                                                             | 75    |        |
| 19. April | Herbert Denzler                   | deutscher Diplomat                                                                   | 91    |        |
| 19. April | Roger Dyckmans                    | belgischer Fotograf                                                                  | 72    |        |
| 19. April | William Price Fox                 | US-amerikanischer Schriftsteller                                                     | 89    |        |
| 19. April | Lothar Friedrich                  | deutscher Radrennfahrer                                                              | 84    |        |
| 19. April | Gerhard Kleinhenz                 | deutscher Wirtschaftswissenschaftler                                                 | 75    | [ 6 ]  |
| 19. April | Otto van de Loo                   | deutscher Galerist                                                                   | 91    | [ 7 ]  |
| 19. April | Tom McCabe                        | britischer Politiker                                                                 | 60    |        |
| 19. April | Hiroyuki Nishimoto                | japanischer Schauspieler und Synchronsprecher                                        | 88    |        |
| 19. April | Michael J. D. Powell              | britischer Mathematiker                                                              | 78    |        |
| 19. April | Osvaldo Ribó                      | argentinischer Tangosänger                                                           | 87    |        |
| 19. April | Oktay Sinanoğlu                   | türkischer Chemiker und Molekularbiologe                                             | 81    |        |
| 19. April | Elio Toaff                        | italienischer Rabbi                                                                  | 99    |        |
| 19. April | Werner Weikamp                    | deutscher Fußballspieler                                                             | 73    |        |
| 19. April | Betty Willis                      | US-amerikanische Grafikdesignerin                                                    | 91    |        |
| 18. April | Srinivas Chakravarthy             | indischer Filmkomponist                                                              | 49    |        |
| 18. April | Giselbert Hoke                    | österreichischer Maler und Grafiker                                                  | 87    |        |
| 18. April | Hans Langemann                    | deutscher Unternehmer                                                                | 96    |        |
| 18. April | Joseph Lechleider                 | US-amerikanischer Ingenieur                                                          | 82    |        |
| 18. April | Norbert Lopper                    | österreichischer Fußballfunktionär                                                   | 95    |        |
| 18. April | Michael Theunissen                | deutscher Philosoph                                                                  | 82    |        |
| 18. April | Erwin Waldner                     | deutscher Fußballspieler                                                             | 82    |        |
| 18. April | Dieter Weigel                     | deutscher Theologe                                                                   | 83    |        |
| 18. April | Leonid Wladimirski                | russischer Grafiker und Illustrator                                                  | 94    |        |
| 17. April | Andreas Berchtold                 | österreichischer Politiker                                                           | 90    |        |
| 17. April | Brian Couzens                     | britischer Musikproduzent                                                            | 82    |        |
| 17. April | Eric Doney                        | US-amerikanischer Pianist                                                            | 62    |        |
| 17. April | Mariano Gago                      | portugiesischer Politiker                                                            | 66    |        |
| 17. April | Francis George                    | US-amerikanischer Kardinal                                                           | 78    |        |
| 17. April | Jaroslav Holík                    | tschechoslowakischer Eishockeyspieler                                                | 72    |        |
| 17. April | Hannes Lindemann                  | deutscher Atlantiküberquerer                                                         | 92    |        |
| 17. April | Jack Rieley                       | US-amerikanischer Musikmanager                                                       | 72    |        |
| 17. April | Keith Shackleton                  | britischer Maler und Naturschützer                                                   | 92    |        |
| 17. April | A. Alfred Taubman                 | US-amerikanischer Unternehmer, Kunstsammler und Philanthrop                          | 91    |        |
| 17. April | Werner Trense                     | deutscher Jäger und Autor                                                            | 93    |        |
| 17. April | Karl-Heinz Wettig                 | deutscher Fußballspieler                                                             | 88    |        |
| 16. April | Waleri Beloussow                  | sowjetischer bzw. russischer Eishockeyspieler und -trainer                           | 66    |        |
| 16. April | Ollie Brown                       | US-amerikanischer Baseballspieler                                                    | 71    |        |
| 16. April | Oles Busyna                       | ukrainischer Journalist                                                              | 45    |        |
| 16. April | Attaphol Buspakom                 | thailändischer Fußballspieler und -trainer                                           | 52    |        |
| 16. April | Manfred Drescher                  | deutscher Tenor                                                                      | 84    |        |
| 16. April | Robert P. Griffin                 | US-amerikanischer Politiker                                                          | 91    |        |
| 16. April | Stanislav Gross                   | tschechischer Politiker                                                              | 45    |        |
| 16. April | Heino Kleiminger                  | deutscher Fußballspieler                                                             | 76    |        |
| 16. April | Klaus Laupichler                  | deutscher Psychiater                                                                 | 61    |        |
| 16. April | Willibald Leierseder              | deutscher Geistlicher und Rundfunkbeauftragter                                       | 84    | [ 8 ]  |
| 16. April | Helmut Lieth                      | deutscher Ökologe                                                                    | 89    |        |
| 16. April | Angelika Paetow                   | deutsche Fernsehredakteurin und -autorin                                             | 61    |        |
| 16. April | Anneliese Poppinga                | deutsche Juristin und Politikwissenschaftlerin                                       | 86    |        |
| 16. April | Lee Remmel                        | US-amerikanischer American-Football-Vereinsfunktionär, Sporthistoriker und -autor    | 90    |        |
| 16. April | Birgit Rommelspacher              | deutsche Psychologin und Pädagogin                                                   | 69    |        |
| 16. April | Maurice Roseau                    | französischer Mathematiker                                                           | 89    |        |
| 16. April | Günter Rosenfeld                  | deutscher Historiker                                                                 | 88    |        |
| 16. April | Mira Rothenberg                   | US-amerikanische Kinderpsychologin                                                   | 93    |        |
| 16. April | Richard Suzman                    | südafrikanisch-US-amerikanischer Sozialpsychologe                                    | 72    |        |
| 15. April | Bidyut Chakraborty                | indischer Schauspieler und Filmregisseur                                             | 56    |        |
| 15. April | Jonathan Crombie                  | kanadischer Schauspieler                                                             | 48    |        |
| 15. April | Jean Dubois                       | französischer Linguist, Französist, Grammatiker und Lexikograf                       | 94    |        |
| 15. April | Manuel Garza                      | US-amerikanischer Mörder                                                             | 34    |        |
| 15. April | Christel Grünewald                | deutsche Schauspielerin                                                              | 79    |        |
| 15. April | Ton van der Kleij                 | niederländischer Schlagzeuger                                                        | 66    |        |
| 15. April | Oleh Kalaschnikow                 | ukrainischer Politiker                                                               | 52    |        |
| 15. April | Lene Kessler                      | Holocaustüberlebende                                                                 | 93    |        |
| 15. April | Dulcie King                       | australische Badmintonspielerin                                                      | 82    |        |
| 15. April | Felice Leonardo                   | italienischer Bischof                                                                | 100   |        |
| 15. April | Günter Maletzko                   | deutscher Sportreporter                                                              | 77    |        |
| 15. April | Mingiedi Mawangu                  | kongolesischer Musiker                                                               | 85    |        |
| 15. April | Jef Penders                       | niederländischer Komponist                                                           | 86    |        |
| 15. April | Joseph Phelps                     | US-amerikanischer Unternehmer                                                        | 87    |        |
| 15. April | Günter Stratenwerth               | deutscher Rechtswissenschaftler                                                      | 91    |        |
| 15. April | Barbara Strauch                   | US-amerikanische Wissenschaftsjournalistin und Buchautorin                           | 63    |        |
| 15. April | Surya Bahadur Thapa               | nepalesischer Politiker                                                              | 87    |        |
| 15. April | Kurt Tiedke                       | deutscher Politiker                                                                  | 90    |        |
| 14. April | Norman H. Bangerter               | US-amerikanischer Politiker                                                          | 82    |        |
| 14. April | Klaus Bednarz                     | deutscher Journalist                                                                 | 72    |        |
| 14. April | Homaro Cantu                      | US-amerikanischer Koch                                                               | 38    |        |
| 14. April | Peter Frisch                      | deutscher Klassischer Philologe, Papyrologe und Epigraphiker                         | 72    |        |
| 14. April | Adolf Huber                       | österreichischer Alpinist und Politiker (SPÖ)                                        | 76    |        |
| 14. April | Ameril Umbra Kato                 | philippinischer Islamist                                                             | 68    |        |
| 14. April | Fritz Klein-Blenkers              | deutscher Wirtschaftswissenschaftler                                                 | 90    |        |
| 14. April | Franz Kreuzer                     | österreichischer Journalist und Politiker                                            | 86    |        |
| 14. April | Bruno Krupp                       | deutscher Politiker                                                                  | 87    |        |
| 14. April | Muhammad Rassoul                  | ägyptischer Autor, Übersetzer und Verleger                                           | 85    |        |
| 14. April | Meir Rosenne                      | israelischer Diplomat und Jurist                                                     | 84    |        |
| 14. April | Franz Schmithüsen                 | deutscher Forstwissenschaftler                                                       | 75    |        |
| 14. April | Arnold „Pico“ Schütz              | deutscher Fußballspieler                                                             | 80    |        |
| 14. April | Percy Sledge                      | US-amerikanischer Sänger                                                             | 74    |        |
| 14. April | Kathrine Sorley Walker            | britische Tanzkritikerin und Autorin                                                 | 95    |        |
| 14. April | Peter Steinacker                  | deutscher Theologe                                                                   | 71    |        |
| 14. April | Roberto Tucci                     | italienischer Kardinal                                                               | 93    | [ 9 ]  |
| 14. April | Napoleon Washington               | Schweizer Musiker und Songwriter                                                     | 43    |        |
| 13. April | Bruce Alger                       | US-amerikanischer Politiker                                                          | 96    |        |
| 13. April | Elizabeth Brown Pryor             | US-amerikanische Diplomatin und Autorin                                              | 64    |        |
| 13. April | Ronnie Carroll                    | britischer Sänger und Politiker                                                      | 80    |        |
| 13. April | Thelma Coyne Long                 | australische Tennisspielerin                                                         | 96    |        |
| 13. April | Noël De Pauw                      | belgischer Radrennfahrer                                                             | 72    |        |
| 13. April | Dan Farrell                       | US-amerikanischer Fotograf                                                           | 84    |        |
| 13. April | Karl-Albert Fuchs                 | deutscher Architekt und Politiker                                                    | 95    |        |
| 13. April | Eduardo Galeano                   | uruguayischer Schriftsteller                                                         | 74    | [ 10 ] |
| 13. April | Roque Antonio González Salazar    | mexikanischer Diplomat                                                               | 83    |        |
| 13. April | Claire Gordon                     | britische Schauspielerin                                                             | 74    |        |
| 13. April | Günter Grass                      | deutscher Schriftsteller und bildender Künstler                                      | 87    |        |
| 13. April | Antônio Alberto Guimarães Rezende | brasilianischer Bischof                                                              | 89    |        |
| 13. April | Gerhard Schäfer                   | deutscher Rundfunkprogrammdirektor                                                   | 92    |        |
| 13. April | Ernst Senkowski                   | deutscher Physiker und Transkommunikationsforscher                                   | 92    |        |
| 13. April | Haanii Shivraj                    | malaysische Schauspielerin                                                           | 29    |        |
| 13. April | Herb Trimpe                       | US-amerikanischer Comiczeichner                                                      | 75    |        |
| 13. April | Richard Zettler                   | deutscher Komponist, Musikpädagoge und Dirigent                                      | 93    |        |
| 12. April | Jože Ciuha                        | jugoslawischer Maler                                                                 | 90    |        |
| 12. April | Noël De Pauw                      | belgischer Radrennfahrer                                                             | 72    |        |
| 12. April | Ulrich Gohl                       | württembergischer evangelischer Pfarrer, Komponist und Dichter biblischer Singspiele | 85    |        |
| 12. April | Doug Gregory                      | britischer Jagdflieger, Weltkriegsveteran und Stuntpilot                             | 92    |        |
| 12. April | Bengt Hagberg                     | schwedischer Neuropädiater                                                           | 91    |        |
| 12. April | Sheila Kitzinger                  | britische Anthropologin                                                              | 86    |        |
| 12. April | Bernd Mahr                        | deutscher Mathematiker                                                               | 69    |        |
| 12. April | Jochen Neupert                    | deutscher Theaterschauspieler                                                        | 56    |        |
| 12. April | Horst Seebass                     | deutscher Theologe                                                                   | 80    |        |
| 12. April | Marion Sellier                    | deutsche Politikerin                                                                 | 57    |        |
| 12. April | Henrieta Todorowa                 | bulgarische Archäologin und Prähistorikerin                                          | 82    |        |
| 12. April | Mario Wallenda                    | US-amerikanischer Hochseilartist                                                     | 74    |        |
| 12. April | Egon Winkelmann                   | deutscher Diplomat                                                                   | 87    | [ 11 ] |
| 11. April | Bill Arhos                        | US-amerikanischer Musiker und Fernsehmoderator                                       | 80    |        |
| 11. April | Bertl Emberger                    | österreichischer Politiker                                                           | 73    |        |
| 11. April | Nico Frijda                       | niederländischer Psychologe                                                          | 87    |        |
| 11. April | Jimmy Gunn                        | US-amerikanischer American-Football-Spieler                                          | 66    |        |
| 11. April | Gerold Karl Hannabach             | deutscher Gitarrenbauer                                                              | 86    |        |
| 11. April | Muhammad Kamaruzzaman             | bangladeschischer Politiker                                                          | 67    |        |
| 11. April | François Maspero                  | französischer Autor, Journalist, Verleger und Übersetzer                             | 83    |        |
| 11. April | Stephan Mayer                     | österreichischer Offizier                                                            | 73    |        |
| 11. April | Viv Nicholson                     | britische Sportwettengewinnerin                                                      | 79    |        |
| 11. April | Horst Parson                      | österreichischer Architekt                                                           | 79    |        |
| 11. April | Iván Paulós                       | uruguayischer Militär                                                                | ?     |        |
| 11. April | Tekena Tamuno                     | nigerianischer Historiker                                                            | 83    |        |
| 11. April | Levi Watkins                      | US-amerikanischer Mediziner                                                          | 70    |        |
| 10. April | Andrzej Ajnenkiel                 | polnischer Historiker                                                                | 84    |        |
| 10. April | Richard „Richie“ Benaud           | australischer Cricketspieler und Sportjournalist                                     | 84    |        |
| 10. April | Raul Hector Castro                | US-amerikanischer Politiker                                                          | 98    |        |
| 10. April | Waltraud Falk                     | deutsche Wirtschaftswissenschaftlerin                                                | 85    | [ 12 ] |
| 10. April | Erika Fleuren                     | deutsche Politikerin                                                                 | 74    |        |
| 10. April | Heidrun Heidecke                  | deutsche Politikerin                                                                 | 60    |        |
| 10. April | Jin Youzhi                        | chinesischer Adliger                                                                 | 96    |        |
| 10. April | Rustin R. Kimsey                  | US-amerikanischer Bischof                                                            | 79    |        |
| 10. April | Eva Köstner                       | deutsche Künstlerin                                                                  | 50    | [ 13 ] |
| 10. April | Judith Malina                     | US-amerikanische Schauspielerin, Autorin und Regisseurin                             | 88    |        |
| 10. April | Jim Mutscheller                   | US-amerikanische American-Football-Spieler                                           | 85    |        |
| 10. April | Erwin Price                       | US-amerikanischer Posaunist                                                          | 92    |        |
| 10. April | Rose Francine Rogombé             | gabunische Politikerin                                                               | 72    |        |
| 10. April | Ray Treacy                        | irischer Fußballspieler                                                              | 68    |        |
| 10. April | Peter Walsh                       | australischer Politiker                                                              | 80    |        |
| 10. April | Sascha Weidner                    | deutscher Fotograf                                                                   | 39    |        |
| 9. April  | Paul Almond                       | kanadischer Drehbuchautor, Regisseur und Produzent                                   | 83    |        |
| 9. April  | Mick Collins                      | britischer Jazz-Trompeter                                                            | 76    |        |
| 9. April  | João Alves dos Santos             | brasilianischer Bischof                                                              | 58    |        |
| 9. April  | Nina Companéez                    | französische Drehbuchautorin und Regisseurin                                         | 77    |        |
| 9. April  | Alexander Dalgarno                | britischer Physiker und Astrophysiker                                                | 87    |        |
| 9. April  | Ivan Doig                         | US-amerikanischer Schriftsteller                                                     | 75    |        |
| 9. April  | Henri Duranton                    | französischer Biologe                                                                | 89    |        |
| 9. April  | Hans Fricke                       | deutscher Widerständler                                                              | 88    |        |
| 9. April  | Moira Gemmill                     | britische Designerin und Museumsdirektorin                                           | 55    |        |
| 9. April  | Marcel Golay                      | Schweizer Astronom                                                                   | 87    |        |
| 9. April  | Charles Hamil                     | US-amerikanischer Umweltschützer und Whistleblower                                   | 84    |        |
| 9. April  | Hans-Joachim Ilgauds              | deutscher Wissenschafts- und Mathematikhistoriker                                    | 73    |        |
| 9. April  | Werner Neubauer                   | deutscher Wirtschaftswissenschaftler und Statistiker                                 | 79    |        |
| 9. April  | Ron Payne                         | australischer Politiker (South Australia)                                            | 89    |        |
| 9. April  | Elmo Noel Joseph Perera           | sri-lankischer Bischof                                                               | 82    |        |
| 9. April  | Isaak Plapler                     | deutscher Holocaustüberlebender                                                      | 95    |        |
| 9. April  | Margaret Rule                     | britische Archäologin                                                                | 86    |        |
| 9. April  | Mario Signore                     | italienischer Philosoph                                                              | 75    |        |
| 9. April  | Rafael Soriano                    | kubanischer Maler                                                                    | 94    |        |
| 9. April  | John Toohey                       | australischer Jurist                                                                 | 85    |        |
| 9. April  | Tsien Tsuen-hsuin                 | chinesischer Sinologe und Literaturwissenschaftler                                   | 105   |        |
| 9. April  | Tut Taylor                        | US-amerikanischer Musiker                                                            | 91    |        |
| 8. April  | Bodo Bröse                        | deutscher Pädagoge und Hochschullehrer                                               | 88    |        |
| 8. April  | Jean-Louis Crémieux-Brilhac       | französischer Widerstandskämpfer gegen den Nationalsozialismus                       | 98    |        |
| 8. April  | Michael Hanson                    | britischer Journalist und Architekturhistoriker                                      | 78    |        |
| 8. April  | Graham Howarth                    | britischer Entomologe                                                                | 99    |        |
| 8. April  | Jayakanthan                       | indischer Schriftsteller                                                             | 80    |        |
| 8. April  | David Laventhol                   | US-amerikanischer Herausgeber                                                        | 81    |        |
| 8. April  | Peter Makrube                     | südafrikanischer Journalist und Filmproduzent                                        | 59    |        |
| 8. April  | Hanspeter Medweth                 | deutscher Unternehmer                                                                | 83    |        |
| 8. April  | Sebastian Radke                   | deutscher Radio- und Fernsehmoderator                                                | 40    |        |
| 8. April  | Detmar Scheunemann                | deutscher Missionar und Autor                                                        | 82    |        |
| 8. April  | Hermann Schweppenhäuser           | deutscher Philosoph und Publizist                                                    | 87    |        |
| 8. April  | Joel Shankle                      | US-amerikanischer Leichtathlet                                                       | 82    |        |
| 8. April  | Joel Spira                        | US-amerikanischer Erfinder und Unternehmer                                           | 88    |        |
| 8. April  | Ion Trewin                        | britischer Herausgeber und Autor                                                     | 71    |        |
| 8. April  | Lars Tunbjörk                     | schwedischer Fotograf                                                                | 59    |        |
| 8. April  | Jean-Claude Turcotte              | kanadischer Kardinal und Erzbischof                                                  | 78    |        |
| 8. April  | Jacques Waardenburg               | niederländischer Theologe und Islamwissenschaftler                                   | 85    |        |
| 8. April  | Ole Wackström                     | finnischer Radrennfahrer                                                             | 82    |        |
| 8. April  | Joachim Willhöft                  | deutscher Politiker                                                                  | 73    |        |
| 7. April  | George Aitken                     | kanadischer Eishockeyspieler und -trainer                                            | 84    |        |
| 7. April  | Tim M. Babcock                    | US-amerikanischer Politiker                                                          | 95    |        |
| 7. April  | Muhammad Bahr al-Ulum             | irakischer Geistlicher                                                               | 88    |        |
| 7. April  | James Robert Crumley Jr.          | US-amerikanischer Bischof                                                            | 90    |        |
| 7. April  | Harry Dowd                        | englischer Fußballspieler                                                            | 76    |        |
| 7. April  | Eugene Louis Faccuito             | US-amerikanischer Tänzer und Choreograf                                              | 90    |        |
| 7. April  | Stan Freberg                      | US-amerikanischer Komiker                                                            | 88    |        |
| 7. April  | Richard Henyekane                 | südafrikanischer Fußballspieler                                                      | 31    |        |
| 7. April  | Fritz Höver                       | deutscher Ballettförderer                                                            | 93    |        |
| 7. April  | Volker Jung                       | deutscher Politiker                                                                  | 46    |        |
| 7. April  | Stanley Kutler                    | US-amerikanischer Historiker                                                         | 80    |        |
| 7. April  | Geoffrey Lewis                    | US-amerikanischer Schauspieler                                                       | 79    |        |
| 7. April  | Alfred Pfeiffer                   | deutscher Manager                                                                    | 82    |        |
| 7. April  | Roland Pierroz                    | Schweizer Koch                                                                       | 73    |        |
| 7. April  | Richard Post                      | US-amerikanischer Physiker                                                           | 96    |        |
| 7. April  | Peter „Sab“ Sabourin              | kanadischer Musiker                                                                  | 51    |        |
| 7. April  | Hannelore Sauer                   | deutsche Turntrainerin                                                               | 68    |        |
| 7. April  | Kardam von Tarnowo                | bulgarischer Thronanwärter                                                           | 52    |        |
| 6. April  | Giovanni Berlinguer               | italienischer Politiker                                                              | 90    |        |
| 6. April  | James Best                        | US-amerikanischer Schauspieler                                                       | 88    |        |
| 6. April  | Ray Charles                       | US-amerikanischer Komponist                                                          | 96    |        |
| 6. April  | Milton DeLugg                     | US-amerikanischer Komponist                                                          | 96    |        |
| 6. April  | Paul Forschbach                   | deutscher Boxsportfunktionär                                                         | 85    |        |
| 6. April  | Prokopios Antonios Georgantopulos | griechischer Bischof                                                                 | 83    |        |
| 6. April  | Walter Haubrich                   | deutscher Journalist                                                                 | 79    |        |
| 6. April  | Werner Kluth                      | deutscher Politiker                                                                  | 90    |        |
| 6. April  | Paul Kriebel                      | deutscher Marineoffizier                                                             | 98    |        |
| 6. April  | Anne-Claude Leflaive              | französische Unternehmerin                                                           | 59    |        |
| 6. April  | Eugène Moke Motsüri               | kongolesischer Bischof                                                               | 99    |        |
| 6. April  | Oved Natan                        | israelischer Personenschützer                                                        | 72    |        |
| 6. April  | Romualdas Ozolas                  | litauischer Politiker                                                                | 76    |        |
| 6. April  | Dollard St. Laurent               | kanadischer Eishockeyspieler                                                         | 85    |        |
| 6. April  | Art Powell                        | US-amerikanischer American-Football-Spieler                                          | 78    |        |
| 6. April  | Walter Seidensticker junior       | deutscher Unternehmer                                                                | 85    |        |
| 6. April  | Art Stoyles                       | kanadischer Akkordeonist                                                             | 72    |        |
| 6. April  | Bernice Tannenbaum                | US-amerikanische Zionistin und Feministin                                            | 101   |        |
| 6. April  | Dave Ulliott                      | britischer Pokerspieler                                                              | 61    |        |
| 5. April  | Peter Aniol                       | deutscher Politiker                                                                  | 77    |        |
| 5. April  | Barbara Bergmann                  | US-amerikanische Wirtschaftswissenschaftlerin                                        | 87    |        |
| 5. April  | Fredric Brandt                    | US-amerikanischer Mediziner                                                          | 65    |        |
| 5. April  | Juan Carlos Cáceres               | argentinischer Musiker                                                               | 79    |        |
| 5. April  | Douglas Chirambo                  | malawischer Fußballspieler                                                           | 24    |        |
| 5. April  | Richard Dysart                    | amerikanischer Schauspieler                                                          | 86    | [ 14 ] |
| 5. April  | Victor Gotbaum                    | US-amerikanischer Gewerkschaftsführer                                                | 93    |        |
| 5. April  | Heinz Karla                       | deutscher Fußballspieler                                                             | 90    |        |
| 5. April  | Evangelos Konstantinou            | deutsch-griechischer Byzantinist                                                     | 81    | [ 15 ] |
| 5. April  | Richard LaSalle                   | US-amerikanischer Komponist                                                          | 97    |        |
| 5. April  | Sargy Mann                        | britischer Maler                                                                     | 77    |        |
| 5. April  | Jovan Mirić                       | jugoslawischer bzw. kroatischer Politikwissenschaftler                               | 79    |        |
| 5. April  | Claudio Prieto                    | spanischer Komponist                                                                 | 80    |        |
| 5. April  | Steve Rickard                     | neuseeländischer Wrestler                                                            | 85    |        |
| 5. April  | Michel Scheuer                    | deutscher Kanute                                                                     | 87    |        |
| 5. April  | Lon Simmons                       | US-amerikanischer Sportreporter                                                      | 91    |        |
| 5. April  | Francesco Smalto                  | italienischer Modedesigner                                                           | 87    |        |
| 5. April  | Rockne Tarkington                 | US-amerikanischer Schauspieler                                                       | 83    |        |
| 5. April  | Gardner C. Taylor                 | US-amerikanischer Prediger und Bürgerrechtler                                        | 96    |        |
| 5. April  | Bernhard Wagner                   | deutscher Medienmanager, Verleger und Herausgeber                                    | 85    |        |
| 5. April  | Julie Wilson                      | US-amerikanische Sängerin                                                            | 90    |        |
| 4. April  | Jaroslav Balcar                   | tschechoslowakischer Skispringer                                                     | 62    |        |
| 4. April  | Slaven Barišić                    | jugoslawischer bzw. kroatischer Physiker                                             | 73    |        |
| 4. April  | Elmer Lach                        | kanadischer Eishockeyspieler                                                         | 97    |        |
| 4. April  | Ira Lewis                         | US-amerikanischer Schauspieler und Theaterautor                                      | 82    |        |
| 4. April  | Hans Maximilian Reisch            | österreichischer Manager                                                             | 75    |        |
| 4. April  | Klaus Rifbjerg                    | dänischer Schriftsteller                                                             | 83    |        |
| 4. April  | Martin Anton Schmidt              | deutsch-schweizerischer Kirchenhistoriker                                            | 95    |        |
| 4. April  | Jenny Wallenda                    | deutsch-US-amerikanische Zirkusartistin                                              | 87    |        |
| 3. April  | Kayahan Açar                      | türkischer Sänger                                                                    | 66    |        |
| 3. April  | Ramón Barreto                     | uruguayischer Fußballschiedsrichter                                                  | 76    |        |
| 3. April  | Michael Birkett, 2. Baron Birkett | britischer Peer, Filmproduzent, Theaterregisseur und Politiker                       | 85    |        |
| 3. April  | Alfred Bollinger                  | Schweizer Mediziner                                                                  | 83    |        |
| 3. April  | Sarah Brady                       | US-amerikanische Waffenkontroll-Aktivistin                                           | 73    |        |
| 3. April  | Bob Burns                         | US-amerikanischer Schlagzeuger                                                       | 64    |        |
| 3. April  | Sam Cathcart                      | US-amerikanischer American-Football-Spieler                                          | 90    |        |
| 3. April  | Bob De Richter                    | belgischer Fernsehmeteorologe                                                        | 65    |        |
| 3. April  | Traute Foresti                    | österreichische Lyrikerin                                                            | 100   |        |
| 3. April  | Ratu Osea Gavidi                  | fidschianischer Politiker                                                            | 72    |        |
| 3. April  | Mathias Gnädinger                 | Schweizer Schauspieler                                                               | 74    |        |
| 3. April  | Pedro del Hierro                  | spanischer Modedesigner                                                              | 66    |        |
| 3. April  | Diet Kloos-Barendregt             | niederländische Widerstandskämpferin gegen den Nationalsozialismus                   | 90    |        |
| 3. April  | Endre Kovács                      | ungarischer Organist, Konzertveranstalter und Konzertdramaturg                       | 78    |        |
| 3. April  | Algirdas Vaclovas Patackas        | litauischer Politiker                                                                | 71    |        |
| 3. April  | Luis María Pérez de Onraita       | spanisch-angolanischer Bischof                                                       | 81    |        |
| 3. April  | Chris Plumridge                   | britischer Golfsportkolumnist und Sachbuchautor                                      | 70    |        |
| 3. April  | Andrew Porter                     | britischer Musikkritiker                                                             | 86    |        |
| 3. April  | Jenő Raffai                       | ungarischer Psychologe, Psychoanalytiker und Fachautor                               | ≈61   |        |
| 3. April  | Robert Rietti                     | britischer Schauspieler und Synchronsprecher                                         | 92    |        |
| 3. April  | Lothar Scholz                     | deutscher Künstler                                                                   | 79    |        |
| 3. April  | Charlie Sumner                    | US-amerikanischer American-Football-Spieler und -Trainer                             | 84    |        |
| 3. April  | Enzo Valentino                    | argentinischer Tangosänger und -komponist                                            | 95    |        |
| 3. April  | John J. Vis                       | niederländischer Musikproduzent                                                      | 86    |        |
| 3. April  | Shmuel Wosner                     | israelischer Rabbiner                                                                | 101   |        |
| 2. April  | Kamal Bhanadri                    | indischer Bodybuilder                                                                | 81    |        |
| 2. April  | Natalja Sergejewna Bobrowa        | russische Turnerin                                                                   | 36    |        |
| 2. April  | Stefan Born                       | deutscher Fußballspieler                                                             | 57    |        |
| 2. April  | Luis Delgado Aparicio             | peruanischer Politiker                                                               | 74    |        |
| 2. April  | Wally Cassell                     | US-amerikanischer Schauspieler                                                       | 103   |        |
| 2. April  | William Benedict Friend           | US-amerikanischer Bischof                                                            | 83    |        |
| 2. April  | Hermann Gottfried                 | deutscher Glasmaler                                                                  | 86    |        |
| 2. April  | Jacques Kloes                     | niederländischer Sänger                                                              | 67    |        |
| 2. April  | Steve Kowit                       | US-amerikanischer Dichter                                                            | 76    |        |
| 2. April  | Andreas Krainhöfner               | deutscher Kommunalpolitiker                                                          | 89    |        |
| 2. April  | Otto Libal                        | österreichischer Politiker                                                           | 98    |        |
| 2. April  | Steffen Liebetrau                 | deutscher Triathlet                                                                  | 42    |        |
| 2. April  | Dennis Marks                      | britischer Rundfunkproduzent, -regisseur und -manager                                | 66    |        |
| 2. April  | Marian Migdal                     | deutscher Pianist und Hochschullehrer                                                | 66    |        |
| 2. April  | Norman H. Nie                     | US-amerikanischer Politikwissenschaftler                                             | 72    |        |
| 2. April  | Hayley Okines                     | britische Progerie-Aktivistin                                                        | 17    |        |
| 2. April  | Manoel de Oliveira                | portugiesischer Filmregisseur                                                        | 106   |        |
| 2. April  | Rudolph Perz                      | US-amerikanischer Werbemanager                                                       | 89    |        |
| 2. April  | Susanna Santesson                 | deutsche Reitsportfunktionärin                                                       | 68    |        |
| 2. April  | Barbara Sass                      | polnische Filmregisseurin                                                            | 78    |        |
| 2. April  | Robert H. Schuller                | US-amerikanischer Fernsehprediger                                                    | 88    |        |
| 2. April  | Alberto Ricardo da Silva          | osttimoresischer Bischof                                                             | 71    |        |
| 2. April  | José da Silva Lopes               | portugiesischer Ökonom und Politiker                                                 | 82    |        |
| 2. April  | Rudolf Skoda                      | deutscher Architekt                                                                  | 83    |        |
| 2. April  | Evelyn Starks Hardy               | US-amerikanische Chorleiterin                                                        | 83    |        |
| 2. April  | Steve Stevaert                    | belgischer Politiker                                                                 | 60    |        |
| 2. April  | Abdel-Hadi Al-Tazi                | marokkanischer Historiker und Diplomat                                               | 94    |        |
| 2. April  | Tom Towles                        | US-amerikanischer Schauspieler                                                       | 65    |        |
| 2. April  | Alfred Wilhelm                    | deutscher Politiker                                                                  | 94    |        |
| 1. April  | David Ball                        | britischer Musiker                                                                   | 65    |        |
| 1. April  | Sebastian Barbu-Bucur             | rumänischer Byzantinist, Theologe, Hochschullehrer und Komponist                     | 85    |        |
| 1. April  | Peter Diamandopoulos              | US-amerikanischer Universitätspräsident                                              | 86    |        |
| 1. April  | Detlef Döring                     | deutscher Historiker                                                                 | 62    |        |
| 1. April  | Horst Fischer                     | deutscher Psychologe                                                                 | 92    |        |
| 1. April  | John Paul Hammerschmidt           | US-amerikanischer Politiker                                                          | 92    |        |
| 1. April  | Wolfgang Hübener                  | deutscher Prähistoriker                                                              | 90    |        |
| 1. April  | Joseph R. Jennings                | US-amerikanischer Szenenbildner und Artdirector                                      | 93    |        |
| 1. April  | Zdravko Ćiro Kovačić              | jugoslawischer Wasserballspieler                                                     | 89    |        |
| 1. April  | Takakazu Kuriyama                 | japanischer Diplomat                                                                 | 83    |        |
| 1. April  | Eddie LeBaron                     | US-amerikanischer American-Football-Spieler                                          | 85    |        |
| 1. April  | Cynthia Lennon                    | britische Musikergattin und Autorin                                                  | 75    |        |
| 1. April  | Sandy Mason                       | US-amerikanische Sängerin und Songwriterin                                           | 71    |        |
| 1. April  | Rainer Mayer                      | deutscher Unternehmer                                                                | 67    |        |
| 1. April  | Ōkawa Misao                       | japanische Altersrekordlerin                                                         | 117   |        |
| 1. April  | Lidija Pawlowa                    | sowjetische bzw. russische Finanzökonomikerin und Hochschullehrerin                  | 85    |        |
| 1. April  | Nicolae Rainea                    | rumänischer Fußballschiedsrichter                                                    | 81    |        |
| 1. April  | J. D. Smith                       | US-amerikanischer American-Football-Spieler                                          | 83    |        |
| 1. April  | Hans-Joachim Stief                | deutscher Politiker                                                                  | 88    | [ 16 ] |